# 塞阿戈奈斯
塞阿戈奈斯（英語：Theagenes of Megara），公元前640年至公元前620年麦加拉僭主，因与富人对一片土地之归属有争执，便把他们的牲畜全数杀掉，成为僭主。他可能对其女婿库伦有所支持，欲助之成为雅典的僭主，他后来被逐出麦加拉。